# Thần kinh sống ngực X
Thần kinh sống ngực X (T10) là dây thần kinh sống thuộc đoạn ngực của tủy sống.
Thần kinh rời khỏi ống sống, thoát ra từ bờ trên đốt sống ngực XI (T11) hay bờ dưới đốt sống ngực X (T10).